# William Yarrell
William Yarrell (3 de junho de 1784 - 1 de setembro de 1856) foi um livreiro e naturalista inglês.
Yarrell é conhecido por ser o autor de The History of British Fishes (2 vols., 1836) e de The History of British Birds (2 vols., 1843). O último foi reeditado em  numerosas ocasiões e foi o livro de referência para uma geração de ornitólogos britânicos. Foi o primeiro a descrever o cisnes-da-tundra (Cygnus bewickii) em 1830, distinguindo-o do cisne-bravo (Cygnus cygnus).
Yarrell nasceu em Londres. O seu pai foi um vendedor de periódicos e Yarrell sucedeu-lhe no negócio, no qual permaneceu até poucos anos antes da sua morte. Adquiriu a reputação de ser bom caçador e pescador, e rapidamente se converteu num naturalista experiente. Em 1825 foi eleito membro da Sociedade Linneana de Londres, da que chegou a ser tesoureiro e a contribuir para as Transactions of the Linnean Society of London . Foi também um dos membros fundadores da Zoological Society of London. Em 1833, foi fundador do que posteriormente se tornaria na Royal Entomological Society of London. Morreu durante uma viagem a Great Yarmouth.
Várias espécies levam o nome de Yarrell, entre elas estão as aves Carduelis yarrellii e Eulidia yarrellii, assim como uma espécie de peixe. A subespécie britânica da alvéola-branca, a alvéola-branca-enlutada (Motacilla alba yarrellii), também leva o seu nome.